# Kangerluarsunnguaq
Kangerluarsunnguaq (dansk: Kobbefjord) er en mindre fjord, som er beliggende i Sermersooq i det sydvestlige Grønland. 
Fjorden strækker sig over en længde på cirka 16,5 kilometer. Fjordens munding findes omkring 7,5 kilometer sydøst for Nuuk. 
Kangerluarsunnguaq er kendt for sin naturskønhed og det forskningsarbejde, der udføres ved Kobbefjord Forskningsstation, som er en del af “Nuuk Basic” overvågningsprogrammet. Programmet fokuserer på at studere klimaændringer og deres indvirkning på det arktiske miljø.
Fjorden krydses af en 132 kV-luftledning med et frit spænd på 1.912 meter, som bringer strøm fra vandkraftværket til Nuuk.

## Etymologi
Fjordens grønlandske navn betyder oversat »den meget lille fjord« eller »den lille kære fjord«. Ordet Kangerluarsunnguaq består af tre dele, hvor grundordet er Kangerluar, der er en afledning af det grønlandske ord for fjord »Kangerluk«. Derefter består ordet af to formindskende endelser. Den første endelse -suk angiver at noget er mindre og anden endelse -nnguaq angiver, at noget er »lille og kært«.
Det danske navn Kobbefjord kommer fra det danske ord kobbe, der betyder sæl eller sælhund.